# Wörth (Schiff)
Die Wörth war ein bis 1899 als Panzerschiff klassifiziertes Linienschiff der Brandenburg-Klasse der Kaiserlichen Marine. Der Name wurde gewählt zum Gedenken an die Schlacht bei Wörth im Deutsch-Französischen Krieg am 6. August 1870.
Die vier Schiffe dieser Klasse waren die ersten mit Funk ausgestatteten Schiffe der deutschen Marine und die ersten deutschen Kriegsschiffe, die in größerem Umfang mit einer Nickelstahlpanzerung im Schiffsgürtel von bis zu 40 cm Dicke ausgestattet waren. Die Anordnung der schweren Artillerie von sechs 28-cm-Geschützen in drei Doppeltürmen auf der Mittschiffslinie ermöglichte Breitseitenfeuer mit allen Geschützen nach beiden Seiten. Die darauf folgende Kaiser-Friedrich-Klasse hatte wieder das kleinere Kaliber von 24 cm und lediglich vier Geschütze vorn und achtern.
Die Wörth lief am 6. August 1892 vom Stapel und wurde von der Schwester Kaiser Wilhelms II. Prinzessin Victoria zu Schaumburg-Lippe getauft. Sie nahm als Flottenflaggschiff des Kommandierenden Admirals und Chefs der Übungsflotte Admiral Max von der Goltz an den Herbstmanövern 1894 teil.
Im Jahr 1900 wurde die Wörth zusammen mit der II. Division zur Niederschlagung des Boxeraufstandes nach China geschickt, ohne allerdings dort an Kampfhandlungen teilzunehmen. Im August 1901 kehrte die Division nach Wilhelmshaven zurück.
Im Ersten Weltkrieg gehörte das Schiff zum V. Geschwader unter Vizeadmiral von Grapow und versah Küstenschutzdienst. Von 1915 an wurde das technisch veraltete Schiff als Wohnhulk in Danzig benutzt. Am 10. März 1919 wurde es aus der Liste der Kriegsschiffe gestrichen und in Danzig abgewrackt.

## Kommandanten
| Dienstgrad                        | Name                           | Datum                                                                               |
| --------------------------------- | ------------------------------ | ----------------------------------------------------------------------------------- |
| Korvettenkapitän/Kapitän zur See  | Felix Stubenrauch              | 31. Oktober 1893 bis März 1894                                                      |
| Kapitän zur See                   | Jean Valette                   | März/April 1894                                                                     |
| Korvettenkapitän                  | Alfred Breusing                | 01. August bis 24. September 1894                                                   |
| Kapitän zur See                   | Heinrich von Preußen           | 25. September 1894 bis 14. September 1895                                           |
| Kapitän zur See                   | Hermann Kirchhoff              | 18. September 1895 bis 30. September 1896                                           |
| Kapitän zur See                   | Curt von Prittwitz und Gaffron | 01. Oktober 1896 bis 30. September 1898                                             |
| Kapitän zur See                   | Ludwig Borckenhagen            | 01. Oktober 1898 bis 19. Mai 1901                                                   |
| Kapitän zur See                   | August von Heeringen           | 20. Mai bis August 1901                                                             |
|                                   |                                | 0August 1901 bis 27. September 1904 (zur Überholung außer Dienst)                   |
| Kapitän zur See                   | Max Grapow                     | 27. September 1904 bis 5. Juli 1906                                                 |
| Kapitänleutnant                   | Paul Jantzen                   | 0Juli bis 28. September 1906 (reduzierte Besatzung, ab September 1906 außer Dienst) |
| Kapitän zur See                   | Karl Zimmermann                | 02. August bis 28. September 1910 (Aktivierung zum Herbstmanöver)                   |
| Fregattenkapitän                  | Willi Brüninghaus              | 31. Juli bis 15. September 1911 (Aktivierung zum Herbstmanöver)                     |
| Kapitän zur See                   | Hans Klappenbach               | 05. August 1914 bis April 1915                                                      |
| Kapitän zur See                   | Ferdinand Bertram              | 04. April bis 2. Juli 1915                                                          |
| Korvettenkapitän/Fregattenkapitän | Rudolf Tietze                  | 0Juli 1915 bis Januar 1916                                                          |
| Korvettenkapitän z.D.             | Friedrich Schmid               | 0Januar 1916 (als Erster Offizier in Vertretung)                                    |
| Kapitän zur See                   | Ferdinand Bertram              | 17. bis 18. Januar 1916 (nebenamtlich mit der Wahrnehmung der Geschäfte beauftragt) |
| Korvettenkapitän                  | Witold Schnabel                | 0Januar bis Februar 1916                                                            |
| Korvettenkapitän                  | Walter Mehnert                 | 0Februar 1916 bis März                                                              |